# Negastrius stibicki
Negastrius stibicki là một loài bọ cánh cứng trong họ Elateridae. Loài này được Wells miêu tả khoa học năm 1996.